# There for You (canção de Martin Garrix e Troye Sivan)
"There for You" é uma música do DJ holandês Martin Garrix e do cantor australiano Troye Sivan. Foi lançado em 26 de maio de 2017. O álbum de remixes foi lançado em 18 de agosto de 2017, com remixes de Araatan, Bali Bandits, Bart B More, Julian Jordan, Madison Mars, Vintage Culture, King Arthur, Goldhouse, Brohug, Lione e Lontalius.

## Antecedentes
Garrix estreou a música com Troye Sivan, que se juntou a ele no palco para se apresentar no Festival de Música e Artes Coachella Valley do Empire Polo Club, em Indio, Califórnia, em 14 de abril de 2017. Sivan anunciou o título no Twitter e indicou que a música teria um lançamento oficial, dizendo "Eu amo vocês e mal posso esperar para que você tenha essa música em seus celulares". Garrix anunciou que "There for You" estaria disponível oficialmente em 26 de maio, por meio de uma publicação no Instagram. Ele revelou a capa da música em um post no Twitter.

## Lista de faixas
| Download digital |                 |         |  |
| N.º              | Título          | Duração |  |
| 1.               | "There for You" | 3:41    |  |

| Download digital – The Remixes |                                                 |         |  |
| N.º                            | Título                                          | Duração |  |
| 1.                             | "There for You (Araatan Remix)"                 | 2:43    |  |
| 2.                             | "There for You (Bali Bandits Remix)"            | 3:12    |  |
| 3.                             | "There for You (Dzeko Remix)"                   | 2:39    |  |
| 4.                             | "There for You (Bart B More Remix)"             | 2:54    |  |
| 5.                             | "There for You (Julian Jordan Remix)"           | 3:03    |  |
| 6.                             | "There for You (Madison Mars Remix)"            | 2:55    |  |
| 7.                             | "There for You (Vintage Culture & Kohen Remix)" | 3:25    |  |
| 8.                             | "There for You (King Arthur Remix)"             | 3:56    |  |
| 9.                             | "There for You (Goldhouse Remix)"               | 3:03    |  |
| 10.                            | "There for You (Brohug Remix)"                  | 3:23    |  |
| 11.                            | "There for You (Lione Remix)"                   | 4:45    |  |
| 12.                            | "There for You (Lontalius Remix)"               | 3:46    |  |

## Desempenho nas tabelas musicais
| Tabela musical (2015)                             | Melhor Posição |
| ------------------------------------------------- | -------------- |
| Austrália (ARIA)                                  | 23             |
| Áustria (Ö3 Austria Top 75)                       | 25             |
| Bélgica (Ultratop 50 de Flandres)                 | 19             |
| Bélgica (Ultratop 50 da Valônia)                  | 15             |
| Canadá (Canadian Hot 100)                         | 48             |
| República Checa (Rádio Top 100)                   | 21             |
| República Checa (Singles Digitál Top 100)         | 6              |
| Dinamarca (Hitlisten)                             | 26             |
| Finlândia (Suomen virallinen lista)               | 19             |
| França (SNEP)                                     | 60             |
| Alemanha (Offizielle Deutsche Charts)             | 31             |
| Hungria (Single Top 40)                           | 25             |
| Hungria (Stream Top 40)                           | 10             |
| Irlanda (IRMA)                                    | 28             |
| Itália (FIMI)                                     | 30             |
| Países Baixos (Dutch Top 40)                      | 11             |
| Países Baixos (Single Top 100)                    | 12             |
| Nova Zelândia (Recorded Music NZ)                 | 22             |
| Noruega (VG-lista)                                | 31             |
| Portugal (AFP)                                    | 20             |
| Escócia (Scottish Singles Chart)                  | 30             |
| Eslováquia (Rádio Top 100)                        | 53             |
| Eslováquia (Singles Digitál Top 100)              | 10             |
| Suécia (Sverigetopplistan)                        | 34             |
| Suíça (Schweizer Hitparade)                       | 24             |
| Reino Unido (UK Singles Chart)                    | 40             |
| Estados Unidos (Billboard Hot 100)                | 94             |
| Estados Unidos (Billboard Dance/Electronic Songs) | 12             |